# Lobelia deckenii
Lobelia deckenii es una especie de lobelia gigante natural de las montañas del este de África.

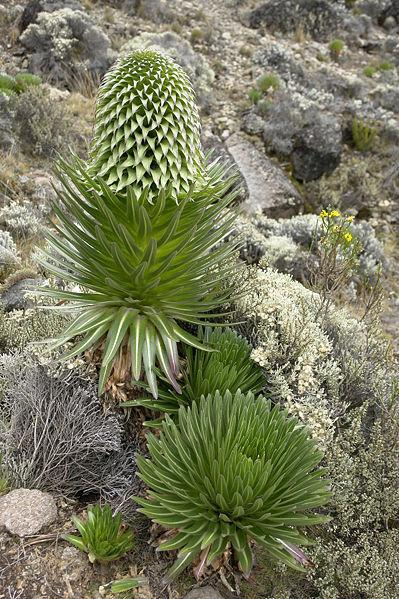
Vista de la planta en su hábitat

## Hábitat
Crece en áreas húmedas de valles profundos, en contrastes con Lobelia telekii que crece de forma similar en hábitat secos.  Lobelia deckenii produce a menudo múltiples rosetas.

## Descripción
La planta Lobelia deckenii consiste entre una y ocho rosetas, todas conectadas bajo tierra. Las rosetas individuales crecen rápidamente con buenas condiciones y la planta reduce su tamaño si las condiciones no son favorables.  Las rosetas individuales mueren después de producir las flores, pero el resto de la planta no es afectado.
Lobelia deckenii es la única especie que vive en el Kilimanjaro.
Lobelia deckenii ssp. keniensis es la variedad de  Lobelia deckenii que vive en el Monte Kenia, entre 3,300m  4,600m de altura.

## Taxonomía
Lobelia deckenii fue descrita por (Asch.) Hemsl. y publicado en Flora of Tropical Africa 3: 466. 1877.
Etimología
Lobelia: nombre genérico que fue nombrado en honor del botánico belga Matthias de Lobel (1538-1616).
deckenii: epíteto
Sinonimia
- Dortmannia deckenii (Asch.) Kuntze
- Tupa deckenii Asch.
- Tupa kerstenii Vatke[5][6]